# Jakko Jakszyk
Michael „Jakko“ Jakszyk (* 8. června 1958 Londýn, Anglie), rodným jménem Michael Lee Curran, je britský zpěvák, kytarista, multiinstrumentalista a hudební producent. Jeho kariéra je spojená se skupinami jako 64 Spoons (1976–1980), Level 42 (1991–1994), 21st Century Schizoid Band (2002–2007), The Tangent (2007–2008) či King Crimson (od 2013). Jako studiový hráč spolupracoval též s dalšími hudebníky včetně Toma Robinsona, Roberta Frippa či Davea Stewarta. Často (včetně některých alb) je označován pouze jako „Jakko“.
V roce 2011 vydal společně s členy King Crimson pod hlavičkou projektu Jakszyk, Fripp and Collins album A Scarcity of Miracles. V roce 2013 se stal přímo členem skupiny King Crimson, která obnovila činnost v novém obsazení.